# Gerhard Damköhler
Gerhard Damköhler (* 1908; † 1944) war ein deutscher Chemiker.
Damköhler hatte in den Jahren 1936–1944 die Chemische Reaktionstechnik am Institut für Physikalische Chemie in Göttingen begründet.
Nach ihm sind die Damköhler-Zahlen benannt,  dimensionslose Kennzahlen, die in der Reaktionstechnik eine Rolle spielen.
Zudem wird von der Deutschen Vereinigung für Chemie- und Verfahrenstechnik (DVCV) eine Gerhard-Damköhler-Medaille verliehen.